# Uqàylides
La dinastia uqàylida o dels uqàylides (àrab: العقيليون, al-ʿuqayliyyūn) fou una nissaga àrab que va governar a Síria del nord i l'Iraq del 990 al 1169. El nom el portaven per ser membres de la tribu dels Banu Uqayl.

## Història
Els primers grups d'uqayl van emigrar a Síria al segle ix. Al segle x els uqayl van arribar a l'estepa irako-siriana i van quedar sota autoritat dels hamdànides. Quan els darrers sobirans hamdànides de la branca de Mossul (aquesta ciutat estava sota control buwàyhida des de 978/979) Abu Abd Allah Husayn ibn Hasan (989-991) i Abu Tahir Ibrahim ibn Hasan (989-992), que governaven al Diyar Rabia i part del Diyar Mudar foren amenaçats pel cap kurd Badh al-Hussayn, origen de la dinastia marwànida, van cridar en ajut als Uqayl que llavors tenien com a xeic a Abu-dh-Dhawwad Muhàmmad ibn al-Musàyyab; amb el seu suport van derrotar a Badh que va morir en combat a la regió de Balad, i van ocupar algunes de les seves possessions com Jazírat ibn Úmar, Nisibin i Balad. Però el xeic es va desfer aviat dels dos prínceps hamdànides i va aconseguir la cessió de la meitat de Mossul i dependències de mans del governador buwàyhida, assolint el govern com a vassall de Baha al-Dawla.
Abu-dh-Dhawwad Muhàmmad ibn al-Mussàyyib va morir el 996 i van esclatar lluites successòries entre els seus parents, fills i germans; el germà al-Muqàl·lad ibn al-Mussàyyib va sortir triomfant i va forçar al governador buwàyhida de Mossul a cedir-li l'altra meitat de Mossul i dependències. El fills Janahad al-Dawla Ali va governar a la Jazira, Nisibin i Balad (996-1000).
Des d'aquesta base els uqàylides es van estendre per l'Iraq i fins i tot van arribar a Bagdad. Baha al-Dawla va pactar amb al-Muqàl·lad que fou reconegut com a governador de Mossul, Kufa i Djamiyan (al-Hilla) amb el títol de Hussam-ad-Dawla; encara que la khutba era llegia en nom de l'emir buwàyhida i del califa abbàssida, en la pràctica era independent i no pagava cap tribut. Al-Mukallab planejava ocupar Bagdad i segurament ho hauria fet si no hagués estat enverinat per un dels seus esclaus turcs el 1001. Llavors el va succeir el seu fill Mútamid-ad-Dawla Qirwaix ibn al-Muqàl·lad que va tenir un llarg regnat de 50 anys. Va mantenir el control de Mossul i altres fortaleses del Diyar Bakr i encara va estendre el seu control a la zona de Jazira. El 1002 estava atacant territori buwàyhida obligant a Baha al-Dawla, buwàyhida de Bagdad, a fer una expedició al nord; encara que inicialment fou derrotat, Kirwash va aconseguir derrotar els buwàyhides prop de Kufa. Baha al-Dawla el va declarar deposat del seu govern però el 1005 fou confirmat en totes les seves possessions pel califa, que li va donar el títol de Mutamid al-Dawla, el que no va impedir que el 1011 reconegués la sobirania del califa fatimita en un moviment que no va tenir gaire durada.
A partir del 1039/1040 va tenir problemes per defensar els seus territoris de les bandes de turcmans oghuz que venien del Khurasan i l'estepa via Pèrsia. Mossul fou temporalment ocupada i saquejada el 1044; Kirwash s'havia assegurat l'aliança dels mazyàdides mercès a l'ajuda dels quals els va poder expulsar.
El 1049-1050 en la guerra civil que va lliurar contra el seu germà Zaïm-ad-Dawla Abu-Kàmil Baraka el primer va estar aliat als kurds que van saquejar Malatya. El general buwàyhida al-Basasiri va conquerir al-Anbar a Kirwash (1050). Baraka es va imposar i va governar a Mossul (1050-1052) seguit d'Alam al-Din Kuraysh (1052-1061), i Múslim ibn Qurayx (1061-1085) que va dominar Alep el 1080 substituint als mirdàsides.
Kuraysh va aprofitar que el 1054 va triomfar una revolta dels turcs de Bagdad (els rebels van saquejar Bagdad) per fer una incursió a Baradan on van fer molt de botí, i poc després va ocupar al-Anbar, feu d'al-Basasiri. A Bagdad el visir abbàssida Rais al Ruasa ibn al-Múslima, havia abandonat també als buwàyhides i es va declarar pel seljucida Toghril o Tughril Beg (1054) i va impedir a al-Basasiri d'actuar contra els ukàylides de Kuraysh que havien anat també a Bagdad; al-Basasiri que també havia trencat amb el buwàyhida Malik al-Rahim i feia la khutba en nom de Tughril Beg, davant d'aquesta prohibició va reaccionar i va tallar els subsidis al califa, i el març del 1055 va reconquerir al-Anbar, i es va acostar als fatimites. Toghril va entrar a Bagdad i va fer llegir la khutba en el seu nom (1055), però els abusos de les seves tropes ghuzz i la propaganda fatimita van decantar a molts amirs a favor d'al-Basasiri que ara encapçalava el partit fatimita.
La revolta es va estendre i Toghril va haver de sortir de l'Iraq el 19 de gener de 1057; Kuraysh que havia lluitat al seu costat i havia estat ferit, es va declarar llavors pels fatimites i per al-Basasiri. Quan Toghril va rebre reforços des de Pèrsia, va avançar cap a Mossul, que va conquerir; després va seguir cap a Nísibis. Dubays ibn Ali, emir mazyàdida, i Kuraysh, van tornar al seu partit, i al-Basasiri va haver de retornar a Rahba amb els turcs de Bagdad i un grup d'ukàylides que li van restar lleials.
Però quan va arribar el seljúcida Ibrahim Inal, germà de Tughril, que odiava als àrabs, Kuraysh va renovar la seva aliança amb al-Basasiri, i Dubays va fer el mateix i va retornar a Djamiyan (al-Hilla). Tughril va prendre venjança a Sindjar per la derrota patida pels seus i va deixar a Inal a Mossul, retornant a Bagdad on fou rebut pel califa que li va donar el títol de rei d'Occident i d'Orient (24 de gener de 1058). Ibrahim Inal aspirava al sultanat en perjudici del seu germà i es va posar en contacte amb al-Basasiri i al-Muayyad (l'agent fatimita a l'Iraq i la Jazira, que era a Alep) per obtenir suport fatimita per enderrocar a Tughril, a canvi de fer la khutba en nom del califa fatimita; va abandonar Mossul que fou immediatament ocupada per Kuraysh i per al-Basasiri (encara que la ciutadella va resistir quatre mesos), però Tughril va recuperar la ciutat, i va avançar contra Nísibis i al-Basasiri i Kuraysh van fugir de Rahba cap a Damasc. En aquell moment Ibrahim Inal es va declarar obertament en rebel·lió contra el seu germà i va marxar cap al Jibal. El 5 de novembre de 1058 Tughril Beg va abandonar Nísibis que havia ocupat i va perseguir al seu germà.
Així Iraq va quedar lliure de forces seljúcides i al-Basasiri no va trigar a tornar a Hit i després a al-Anbar; Kuraysh va recuperar Mossul. El califa al-Qaim, ple de dubtes, no sabia si sortir de Bagdad o no (el mazyàdida Dubays li va oferir refugi als seus dominis) però finalment va restar a la capital. El 27 de desembre al-Basasiri va entrar a Bagdad (part occidental) amb 400 cavallers i l'1 de gener de 1059 va fer la khutba en nom del califa fatimita. El 8 de gener va travessar el riu i el califa fatimita fou proclamat a la mesquita de Rusafa a la part oriental. La resistència de Bagdad a al-Basasiri, dirigida pel visir abbàssida Rais al Ruasa ibn al-Múslima, fou derrotada a la vora de l'Hipòdrom i el 19 de gener de 1059 al-Basasiri va atacar el palau; el califa i el visir van fugir i van demanar asil a Kuraysh que els va donar i els va portar a al-Haditha amb el seu cosí Muharish; al-Basasiri va deixar en mans de Kuraysh al califa però li va exigir l'entrega del visir al que va executar de manera horrible el 16 de febrer de 1059. Tughril havia triomfat sobre el seu germà Ibrahim Inal (juliol del 1059) i estava disposat a tornar a Bagdad. Va oferir a al-Basasiri de deixar-li Bagdad a canvi de fer la khutba en el seu nom, restablint a al-Qaim al tron, assegurant que en aquest cas no tornaria a Bagdad. En cas d'oposar-se a la proposta, Kuraysh fou convidat a abandonar a al-Basasiri. Aquest darrer va negociar amb el califa per desautoritzar al seljúcida sense èxit. Kuraysh li va recordar a al-Basasiri la ingratitud del califa fatimita i li va dir que Tughril el perdonaria, però al-Basasiri no va voler acceptar canviar de bàndol. Tughril finalment va avançar cap a Bagdad. L'uqàylida Muharish, a petició del seljúcida, va alliberar al califa que es va reunir amb Tughril a Naharawan l'1 de gener de 1060 i l'endemà va entrar al seu palau. Kuraysh ja havia abandonat a al-Basasiri i aquest havia sortit de Bagdad el 14 de desembre amb la seva família i s'havia refugiat a Kufa (fou derrotat i mort el 15 de gener de 1060). Kuraysh va morir el 1061.
El va succeir el seu fill Múslim ibn Qurayx, que el 1078 va dominar Harran i Sarudj que estaven en poder dels numàyrides. Va conspirar amb l'Egipte fatimita però fou perdonat; va entrar en conflicte (1084) contra el príncep seljúcida de l'Àsia Menor, Sulayman I ibn Kutalmish que dominava la regió d'Antioquia que havia arrabassat als romans d'Orient. Múslim reclamava a Sulayman el mateix tribut per Antioquia que els romans d'Orient li pagaven abans, però el seljúcida s'hi va negar. Finalment els dos exèrcits van xocar a la vora d'Antioquia de l'Orontes (maig de 1085). Múslim havia perdut les simpaties entre les tropes turques i àrabs, que van desertar i les forces uqàylides foren derrotades. Múslim i 400 dels seus van morir. Poc després el seu fill Ibrahim ibn Kuraysh, reconegut a Alep, era apartat del poder en favor del seljúcida Tútuix I que fou reconegut; a Mossul, Ibrahim va conservar el poder encara uns anys (fins vers 1090). Cridat a la cort de Malik Shah I en arribar fou empresonat i mantingut en poder del sultà; Mossul fou governada llavors pel visir Fakhr al-Dawla Ibn Djahir.
Quan Malik Shah va morir el 1092 va seguir una lluita entre dos fills de Múslim, Ali i Muhàmmad. Ali havia estat criat per la seva mare Safiya a Mossul però Muhàmmad va intentar ocupar la ciutat i fou derrotat. Mentre Ibrahim havia estat alliberat i va retornar a Mossul on va aconseguir que Safiya li entregués la ciutat a ell. Va tenir el poder per poc temps. Tútuix I de Damasc li va exigir que el reconegués com a sultà gran seljúcida i fes la khutba en nom seu i que li deixes pas lliure pel seu territori. Ibrahim va refusar, i Tútuix va dirigir el seu exèrcit contra ell. Els dos bàndols es van trobar a prop de Mossul l'abril de 1093 i en la batalla Ibrahim fou derrotat i capturat per Tútuix I que el va fer executar i va posar a Ali i a la seva mare Safiya com els seus representants a Mossul.
Muhammad ibn Múslim va seguir en el seu projecte de dominar Mossul i va fer aliança amb el general Kirbogha que lluitava per Barkyaruq. Però Kirbogha el va acabar empresonant i va intentar conquerir Mossul per al seu senyor, però va fracassar. Kirbogha va executar a Muhammad i va intentar un nou atac contra Mossul. Com el setge va continuar, Ali va decidir fugir amb els mazyàdides. Kirbogha finalment va aconseguir el control de la ciutat el 1096 i fou nomenat governador, acabant així el poder ukaylida a Mossul; en alguns altres llocs el seu control encara va durar uns anys més. Després de perdre el poder la tribu Uqayl va retornar a les seves pastures a Aràbia al segle xii.
Hi va haver altres dinasties uqàylides:
- A Tikrit
- A Djazirat Ibn Umar
- A Hit
- A Ukbara
- A al-Hadith
- A Rakka
- A Kalat Djabar

Les dues darreres van ser les més duradores, ja que van subsistir fins al 1169 quan foren eliminades pels zengites. La línia d'Ukbara fou notable perquè el governant Gharib ibn Muhammad va donar refugi al buwàyhida Djalal al-Dawla quan aquest va fugir de Bagdad.

## Branca uqàylida de Mossul
- Abu-dh-Dhawwad Muhàmmad ibn al-Musàyyib 990-996
- Hussam-ad-Dawla al-Muqàl·lad 996-1001
- Mútamid-ad-Dawla Qirwaix ibn al-Muqàl·lad 1001-1050
- Zaïm-ad-Dawla Baraka 1050-1052
- Àlam-ad-Din Qurayx 1052-1061
- Múslim ibn Qurayx 1061-1085 (1080 a 1085 també a Alep)
- Ibrahim ibn Quraysx 1085-1090
  - Fakhr-ad-Dawla ibn Jahir 1090-1092
- Alí ibn Qurayx 1092
- Muhàmmad ibn Qurayx (pretendent) 1092
- Ibrahim ibn Qurayx (segona vegada) 1092-1093
- Alí ibn Qurayx (segona vegada) 1093-1096
  - Kirbogha 1096-1102 (atabeg)
  - Sonkordja 1102
  - Jekermysh Altuntekin 1102-1107
  - Javali Sakawa 1107-1109
  - Mawdud ibn Altuntash 1109-1113
  - Sonkordja 1113-1115
  - Juyush Beg 1115-1121
  - Ak Sunkur al-Bursuki 1121-1126 (també a Alep 1125-1127)
  - Massud ibn Bursuki 1126-1127
- Dinastia zengita des de 1127

## Branca uqàylida de la Jazira, Nisibin i Balad
- Janahad al-Dawla Ali 996-1000
- Sinan al-Dawla Hasan 1000-1003
- Nur al-Dawla Musab 1003

## Branca uqàylida de Takrit
- Khamis 1036-1044
- Abu Ghashsham 1044-1052
- Isa 1052-1056
- Nasr 1056-1057